# Zoro的台灣美食
「Zoro的台灣美食」（ゾロの台湾グルメ）是以介紹台灣美食為主的日語YouTube頻道。經營此頻道的Zoro，本名堀井裕（ほりい ゆう）。自稱Zoro的他出生於1979年11月10日，現年45歲（截至2025年），大阪府大阪市出身。目前居住在台北市，專門製作台灣美食相關的影片內容。
截至2025年，Zoro積同時經營YouTube頻道和實體店鋪銷售產品，YouTube頻道的訂閱人數已達約12.8萬人（2025年6月時點）。他也經營副頻道「Zoro的漫步」（ゾロのそぞろ歩き），分享在台灣的日常生活。

## 經歷
根據Zoro自己的描述，從15歲開始在壽司店當學徒，19歲取得廚師執照，28歲成為店主兼主廚開設餐廳。31歲時前往澳洲，在當地餐廳擔任副主廚，之後從34歲開始花了約6年時間走訪世界65個國家品嚐美食，擁有豐富的經驗。

### 環遊世界時期（2013年〜2019年）
從2013年開始約6年間，一邊彈吉他唱歌一邊訪問了世界65個國家。在這段期間，通過街頭表演賺取小費維持旅行。

### 定居台灣和開始YouTube（2019年〜2020年）
2019年11月決定定居台灣。最初以「Japanese Samurai」為頻道名稱，穿著袴介紹日本文化並用英語解說，但後來判斷這樣的內容不適合在台灣發布。
最初名為「啊！台灣美食〜便宜就是王道〜」（「あっ台湾グルメ〜安いは正義だ〜」）的頻道，2020年3月以現在的「Zoro的台灣美食」開始活動。

### 頻道成長期（2020年〜2024年）
- 最初9個月每天更新，之後改為每週3次更新
- 2022年8月達到4萬訂閱
- 2024年3月達到9萬訂閱
- 2024年7月28日達到10萬訂閱

### 業務拓展（2025年）
2025年4月15日在台北市大同區迪化街開設名為「奇蹟之國台灣」的實體店鋪，開始銷售所謂的「台灣費南雪」（有鳳梨、芋頭等口味）。

## 明確的內容方針
頻道有三個明確的宗旨：
1. 真心話，淺顯易懂 - 好吃就說好吃，難吃就說難吃，坦率評價。
2. 便宜就是王道 - 基本上介紹300元（約1,000日圓）以內便宜又美味的在地平價美食。
3. 三星評價系統 - 使用獨特的評價標準為店家評分。

## 對觀眾的實用性
提供台灣旅遊初學者也能理解的解說，提供觀光客實際可以使用的實用資訊。詳細說明如何點餐和注意事項，也介紹與台灣人的真實互動。

## 因尖銳評論引發爭議
重視「真心話」的態度有時會引起問題。特別是標題為「讓客人不舒服要怎麼辦！」的影片中，Zoro嚴厲批評店員的態度，成為爭議的原因。
頻道觀眾曾經提出以下批評：
- 懷疑未取得拍攝許可
- 禮儀不佳
- 中文不夠流利
- 評論像是在說壞話

## 引起爭議的事件

### 非法街頭表演疑雲
環遊世界時期在台灣以「籌集環遊世界資金」為名進行街頭演出，引起爭議。在台灣，持觀光簽證進行街頭表演被視為非法行為，據稱平日一天可賺5,000元以上，週末可賺15,000〜20,000元。

### 大麻、色情、賭博疑雲
網路上流傳Zoro將街頭演出所得收入用於大麻、賭博和色情活動的傳言。不過，這些傳言的可信度存疑。

### 鳳梨酥標示問題
關於在「奇蹟之國台灣」銷售的台灣費南雪，在中文以外的日文、英文標示中標註意義為「鳳梨酥」的「パイナップルケーキ」、「Pineapple Cake」引起爭議。由於鳳梨酥和費南雪是不同的糕點，標示的適當性受到質疑。

### 對現有台灣鳳梨酥的批評
因發言稱傳統台灣鳳梨酥「不好吃」「乾燥」，Zoro試圖將自己的產品定位為優越選擇而受到批評。

### 要求退款事件
在台灣的鮪魚專門店Zoro聲稱「真的很難吃」而無理要求退款，並將過程拍成影片在全球發布，此事件引起爭議。這一行為在台灣也成為話題，受到批評。

### 笨兒子牛肉麵事件
Zoro多次介紹台灣的牛肉麵，其中最受矚目的是對一家原本很喜歡的牛肉麵店突然降低評價的事件。他原本對這家店高度評價，給予三顆星（最高評價）並大力推薦，但在2024年3月的影片中，他直言「味道變差了」（味が落ちた）、「服務變差了」（「サービスが悪くなった），並宣布將評價降為兩顆星。在該影片中，他指出了以下幾點：
- 店家換了老闆（經營者）之後，煮麵的方式變得隨便，尖峰時段會事先煮好一大鍋麵，等客人點餐時再加熱。結果導致麵條失去Q彈口感，不再有以前的品質。
- 直接點名批評店員（尤其是老闆的兒子）服務態度變差。用了像「笨兒子真是沒用」（バカ息子がボンクラや）這樣非常尖銳的詞語批評店家。

這樣的辛辣評論引發了很大的反響，甚至有部分炎上，觀眾和當地民眾對此議論紛紛，意見分歧。